# 小布爾盧克
50°8′29″N 37°28′42″E / 50.14139°N 37.47833°E
小布爾盧克（烏克蘭語：Малий Бурлук）是位於烏克蘭東部的村莊，由哈爾科夫州庫皮揚斯克區的大布尔卢克市镇負責管轄。該村處於大布爾盧克河畔，面積1.51平方公里，海拔高度179米，2001年人口440。